# 영암고등학교
영암고등학교(靈巖高等學校)는 대한민국 전라남도 영암군 영암읍 회문리에 있는 공립 고등학교이다.

## 학교 연혁
- 1943년 10월 5일 : 농업 실수학교 개교
- 1951년 9월 1일 : 영암농업고등학교 설립인가
- 1988년 3월 1일 : 영암고등학교로 개편
- 2023년 9월 1일 : 제27대 박유인 교장 부임
- 2025년 2월 6일 : 제73회 55명 졸업(총 7,109명)

## 참고 자료
- 영암고등학교 - 한국교육학술정보원 학교알리미